# Sainte-Marie (Martinica)
Sainte-Marie é uma comuna francesa no departamento ultramarino da Martinica. Estende-se por uma área de 44.55 km², e possui 15.571 habitantes, segundo o censo de 2018, com uma densidade de 350 hab/km².